# Balistite
La balistite è una polvere senza fumo prodotta con due esplosivi, nitrocellulosa e nitroglicerina. Fu sviluppata e brevettata da Alfred Nobel alla fine del XIX secolo.

## Sviluppo di polveri senza fumo
La polvere nera è stata per circa mille anni l'unico propellente per armi da fuoco. Tuttavia, dal punto di vista della tattica militare, l'uso della polvere da sparo comportava due svantaggi. Primo, una squadra di soldati che sparava a raffica non era più in grado di vedere il bersaglio dopo pochi colpi. Secondo, la posizione dei soldati era segnalata in modo evidente dalla nube di fumo bianco sovrastante.
Nel 1884 un chimico francese, Paul Vieille inventò la prima polvere senza fumo, chiamata "polvere B" (da Poudre Blanche = polvere bianca). Questa costituiva un grande miglioramento rispetto alla polvere da sparo.
La polvere B è fatta con due forme di nitrocellulosa (collodio e nitrocellulosa), impastati con etanolo ed etere. È tre volte più potente della polvere da sparo e non produce grandi quantità di fumo.
Il motivo per cui queste polveri  bruciano senza fare fumo risiede nel fatto che i prodotti di combustione sono principalmente gassosi, a differenza della polvere da sparo che produce circa il 60% di prodotti solidi (carbonato di potassio, solfato di potassio, ecc.).
La polvere B fu quindi subito adottata dai militari francesi, anche se tende a diventare instabile nel tempo, a causa dell'evaporazione dei solventi volatili, e questo provocò molti incidenti. Ad esempio, due corazzate, la Iéna e la Liberté esplosero nella rada di Tolone, rispettivamente nel 1907 e nel 1911.

## Adozione della balistite da parte dei militari
Alfred Nobel brevettò la balistite nel 1887 mentre viveva a Parigi. La balistite era composta dal 10% di canfora e parti uguali di nitroglicerina e nitrocellulosa. La canfora reagisce con i prodotti acidi eventualmente formati dalla decomposizione chimica dei due esplosivi, ma tende a evaporare col tempo, lasciando una miscela potenzialmente instabile.
Il brevetto specifica che la nitrocellulosa deve essere del "ben noto tipo solubile". Nobel cercò di vendere i diritti del nuovo esplosivo al governo francese, che però rifiutò, dato che aveva appena adottato la polvere B. Successivamente i diritti furono venduti al governo italiano, che il 1º agosto 1889 stipulò un contratto per produrre 300.000 chili di balistite. Nobel aprì una fabbrica ad Avigliana, Torino.
L'esercito italiano sostituì rapidamente i fucili Vetterli Mod. 1870 e Vetterli-Vitali Mod. 1870/87, che usavano cartucce di polvere da sparo, con un nuovo modello, il Carcano Mod. 91, che usava cartucce caricate con balistite.
Dato che l'Italia era una grande potenza in competizione con la Francia, ciò non fu visto di buon occhio dalla stampa e dal pubblico francese. I giornali accusarono Nobel di spionaggio industriale, di aver spiato Vieille, e di alto tradimento contro la Francia. In seguito a una indagine di polizia gli fu negato il permesso di condurre ulteriori ricerche e di fabbricare esplosivi in Francia. Egli si trasferì allora nel 1891 a Sanremo in Italia, dove trascorse gli ultimi cinque anni della sua vita.

## Reclamo per infrazione brevettuale contro la Gran Bretagna
Nel frattempo, in Gran Bretagna un comitato governativo chiamato "Explosives Committee" (comitato per gli esplosivi) e presieduto da Sir Frederick Abel seguiva gli sviluppi di esplosivi all'estero. Abel e Sir James Dewar, che pure faceva parte del comitato, brevettarono assieme nel 1889 una forma modificata di balistite. Questa era composta da 58% nitroglicerina, 37% nitrocellulosa e 5% gel di petrolio. Usando acetone come solvente, era possibile estruderla in forma di spaghetti, inizialmente chiamati "cord powder" o "the Committee's modification of Ballistite", ma il nome fu presto abbreviato in cordite.
Nobel fece causa ad Abel e Dewar per infrazione del brevetto; arrivò sino alla Camera dei Lord ma perse la causa. Fu infatti giudicato che nel brevetto originale la dizione "ben noto tipo solubile" si riferiva a nitrocellulosa solubile, ed escludeva la nitrocellulosa insolubile in acqua.
Cordite, balistite e polvere B continuarono a essere usate per molti anni in vari eserciti, ma la cordite finì col predominare.
La balistite è ancora fabbricata come propellente solido per razzi, ma al posto della canfora si usa difenilammina, un composto chimicamente simile ma meno volatile.